# Krzemity
Krzemity (Duits: Kremitten) is een plaats in het Poolse district  Kętrzyński, woiwodschap Ermland-Mazurië. De plaats maakt deel uit van de gemeente Korsze en telt 40 inwoners.